# Ket (rivier)
De Ket (Russisch: Кеть) of Grote Ket (Russisch: Большая Кеть) is een rivier in de Russische kraj Krasnojarsk en oblast Tomsk in Midden-Siberië. De Ket is een zijrivier van de Ob aan rechterzijde. De rivier start in een moerasachtig gebied in de waterscheiding tussen de grote Siberische rivieren Ob en Jenisej ten noorden van de Sajan en stroomt vandaaruit in noordwestelijke richting over het West-Siberisch Laagland de grens met de oblast Tomsk over. De rivier mondt uiteindelijk uit in de Ob door middel van twee stromen: de Togoer bij de stad Kolpasjevo en de Narym, die eerst nog een stuk parallel loopt aan de Ob, alvorens bij de gelijknamige stad Narym in de Ob te stromen. De belangrijkste zijrivieren zijn de Sotsjoer, Orlovka, Lisitsa, Malaja Ket (kleine Ket), Mendel, Jelovaja en Tsjatajamga. De rivier is bevaarbaar van eind april, begin mei tot eind oktober, begin november en is de rest van het jaar bevroren.
In 1596 werd de ostrog Ketski gebouwd, waarvanuit de Ketten werden onderworpen aan de jasak (bontbelasting). Aan het einde van de 19e eeuw werd het Ket-Kaskanaal aangelegd van de Ket naar de Kas voor de scheepvaart van de Ob naar de Jenisej, maar doordat het kanaal het grootste deel van het jaar was bevroren, ondiep was, te lang en op de verkeerde plaats lag en de trans-Siberische spoorlijn tegelijkertijd werd aangelegd als concurrent, werd het kanaal geen succes en daarom tussen 1917 en 1921 gesloten.